# Femmes en cages
À ne pas confondre avec Femmes en cage (Caged) de John Cromwell sorti en 1950.
Pour plus de détails, voir Fiche technique et Distribution.
Femmes en cages (Women in Cages) est un film américain réalisé par Gerardo de León, sorti en 1971. Il s'agit d'un Women in prison.

## Fiche technique
- Titre : Femmes en cages
- Titre original : Women in Cages
- Réalisation : Gerardo de León
- Scénario : James H. Watkins et David Osterhout
- Photographie : Felipe Sacdalan
- Montage : Ben Barcelon
- Production : Ben Balatbat, Roger Corman, Cirio H. Santiago
- Pays d'origine : États-Unis
- Format : Couleurs - 1,85:1 - Mono
- Date de sortie : 1971

## Distribution
- Judith Brown : Sandy
- Roberta Collins : Stoke
- Jennifer Gan : Jeff
- Pam Grier : Alabama
- Bernard Bonnin : Acosta
- Charlie Davao : Rudy
- Sofia Moran : Theresa